# Alimentation pendant la Première Guerre mondiale en Belgique
 (décembre 2023).
L'histoire de la politique alimentaire en Belgique pendant la Première Guerre mondiale est complexe et souvent méconnue, mais elle a joué un rôle crucial dans la survie du pays et dans sa reconstruction post-guerre. Le pays, fortement dépendant des importations pour sa nourriture et son industrie, a dû faire face à un bouleversement économique majeur en raison du conflit. Le gouvernement belge a alors réorienté sa politique agricole pour se concentrer sur la protection du monde ouvrier et de la politique industrielle, nécessaires à la reconstruction du pays. Cette transformation de la politique alimentaire n'a pas seulement eu des implications immédiates, mais elle a également été fondamentale pour comprendre le "miracle économique belge" d'après-guerre.

## Contexte lors de l'invasion et naissance de la problématique alimentaire
Les Allemands envahissent la Belgique le 4 août 1914. L'occupation du pays marque le début de quatre années de vaches maigres pour la population. Dès le mois de novembre 1914, apparaît un manque de nourriture et la situation alimentaire devient dramatique. Cette situation est directement liée au fonctionnement de l'économie alimentaire du pays qui importe jusqu'à 80 % de la farine du pain consommée à l'époque. Le début de la Première Guerre mondiale est marqué par l'interruption des imports et exports de la nourriture et des matières premières nécessaires à la survie de la population. La répartition des pauvres ressources persistantes est réalisée de façon inégale et la production des fournisseurs belges est envoyée au front. De plus, le blocus britannique interdit l'exercice du commerce avec les pays sous occupation ennemie. Les conséquences d'une telle situation se font rapidement sentir, et la Belgique devient l'un des pays où les conditions de vie sont les plus mauvaises lors du conflit. Les prix alimentaires connaissent vite une forte augmentation et dépassent le seuil de ce que beaucoup de familles peuvent se permettre. Cela contraint les autorités belges à revoir l'approvisionnement en nourriture du pays et explique l'importance de la charité, de l'aide alimentaire pour la société civile dépendante,.
La pénurie de nourriture liée à la guerre provoque une inflation des prix et réduit la diversité des menus. La population entière se tourne alors en masse vers les organisations caritatives publiques et privées (les individus concernés ne se composent plus seulement des personnes âgées, des pauvres et des malades, mais aussi de travailleurs et de commerçants). En 1917, 40 % des Belges se rendent à la soupe populaire par nécessité. Celle-ci est organisée dans 74 % des communes belges. De leur côté, les habitants mettent en place des méthodes créatives afin de faire face à cette pénurie. La politique alimentaire est donc une clé essentielle à la compréhension de l'histoire politique, sociale, financière, monétaire et industrielle du pays pour la période du premier conflit mondial.
La mise en place d'un système d'approvisionnement alimentaire et de ravitaillement par les autorités répond aussi à un besoin de maintenir l'ordre social. La puissance occupante craint les émeutes qui ne manquent pas de surgir lors des époques de disettes. Cette peur explique la consilience des Allemands vis-à-vis de la politique de l'aide alimentaire en Belgique et le fait qu'ils fixent des prix maximums pour presque tous les produits alimentaires.

## Spécificité du cas belge
L'organisation de la politique alimentaire en Belgique lors de la première occupation prend une forme spécifique liée au cas particulier du pays. En effet, avec le Grand-Duché du Luxembourg, elle est le seul pays ayant connu deux occupations et deux libérations en Europe occidentale. Aussi, lors de la première moitié du 20e siècle, la Belgique est le pays le plus densément peuplé du monde et plus de 60 % de sa population est urbaine. Les ressources alimentaires sont quasiment inexistantes dans les villes. Une autre caractéristique de la politique alimentaire en Belgique est la complexité de celle-ci. Elle englobe les actions et décisions de multiples acteurs agissant côte à côte, mais aussi lesquels apparaissent certaines tensions. Ces protagonistes embrassent les élites intellectuelles, administratives et financières, le gouvernement exilé au Havre puis à Londres, l'offre incarnée par le monde agricole et par les commerçants, la demande ouvrière, la puissance occupante ainsi que les gouvernements alliés.

## Économie alimentaire en temps de pénurie
L'arrivée de la Grande Guerre constitue un profond bouleversement pour l'économie et pour la société belge. Il est nécessaire de revenir sur le fonctionnement de la politique agricole belge pour comprendre l'impact de l'interruption des imports sur l'économie alimentaire. Pendant la guerre, l'économie Belge connait une transition : dès lors, elle ne met plus l'accent sur la protection des agriculteurs (qui incarnent l'offre alimentaire) mais se concentre sur la protection du monde ouvrier (représentant la demande) et de la politique industrielle, nécessaires à la reconstruction du pays. La Belgique passe ainsi d'une politique agricole à une politique "alimentaire" globale.
Avant la Première Guerre mondiale, l'économie belge est transformatrice et exportatrice. Le pays ne possède aucune ressource extractrice à l'exception du charbon. Le déséquilibre dans la balance alimentaire doit être compensé par l'exportation de produits fabriqués. Le commerce extérieur nourrit la Belgique, il est favorisé par des frais de production peu élevés qu'assurent entre autres de faibles salaires. En effet, depuis la fin du 19e siècle, l'industrie et la société belge dépendent existentiellement de l'importation de nourriture et de matériel industriel. Par exemple, l'économie agricole nécessite l'importation d'engrais chimiques, de semences, de fourrages, etc. Et il n'y a que l'île de Grande-Bretagne qui dépend autant de l'étranger. En temps de paix, la Belgique importe jusqu'à 70 % de la valeur énergétique que sa population et son bétail consomme. La production indigène de céréales couvre 1,5 million de tonnes des 4,5 millions nécessaires à la société et au bétail.
L'approvisionnement depuis l'extérieur est bon marché grâce à la nouvelle économie alimentaire globalisée (le Global Food Market) favorisée par le développement de nouveaux moyens de transports ferroviaires et maritimes et de technologies novatrices dans le secteur agricole. Le blé est la principale denrée d'exportation dans ce nouveau marché international de par son volume d'échange et de la différence conséquente existante entre l'offre et la demande qui articule la dissémination de ces céréales dans les hémisphères Nord-Sud.
Dans le cadre du marché mondial, la spécificité de la production agricole belge réside dans une "production intensive de produits de luxe". La production indigène ne pouvant suffire aux besoins intérieurs, l'économie belge de ce secteur importe massivement céréales exotiques bon marché alors que la production locale est consacrée aux cultures vivrières, industrielles et fourragères. Cette agriculture englobe donc d'une multitude de petites exploitations dédiées au bétail et de grandes exploitations vouées à la production de plantes industrielles (aux betteraves sucrières par exemple). L'élevage permet de couvrir les besoins de la population en beurre et en viande. Il existe donc en temps de paix, un équilibre entre les denrées de grandes cultures et celles spécialisées de haute valeur. L'économie agricole belge se consacre aux produits de luxe destinés à être vendus à prix élevés dans le monde et elle achète les produits de base abondants et moins chers à l'extérieur. La Belgique et le pouvoir d'achat de la demande intérieur dépend fortement de la fluctuation des cours mondiaux des matières premières.
Ce phénomène explique en quoi le développement d'une nouvelle politique alimentaire est vitale à la survie du pays en temps d'occupation. Avec la disparition des approvisionnements extérieurs, la Belgique transforme son économie alimentaire traditionnellement orientée vers la protection du monde agricole et bascule en faveur de la demande ouvrière.

## Historiographie sur la politique alimentaire en Belgique durant la première occupation (1914-1918)
Dans son livre Le Ventre des Belges (2017), Garcia se penche sur la problématique posée par l'historiographie belge et internationale sur la singulière politique alimentaire de la Belgique pendant les périodes d'occupation,. En effet, les synthèses scientifiques liées à l'histoire contemporaine de la Belgique publiées jusqu'à ce jour témoignent d'un regard inégal et fragmentaire sur la politique alimentaire en dehors des périodes d'occupation. Garcia revient sur la présentation historiographique qu'il effectue dans le chapitre introductif de sa thèse de doctorat réalisée en 2015 à l'ULB et qui montre le peu d'attention portée à cette question. Celle-ci est pourtant indispensable pour comprendre l'histoire de la Belgique pendant les temps d'occupation et plus généralement au cours de la première partie du 20e siècle. Il démontre cette importance par l'approche originale de son livre centré sur cette problématique.
Le travail de synthèse qu'il propose se détache fortement de la tradition historiographique en ce qu'il avance une approche originale du cadre chronologique et spatial de la politique alimentaire belge,. Il révolutionne l'approche conventionnelle en identifiant les choix effectués en matière de politique alimentaire lors de la Première Guerre mondiale comme étant ceux ayant déterminé l'approche alimentaire exercée ultérieurement dans le Royaume jusqu'à la fin de la Deuxième Guerre mondiale. La chronologie novatrice de son analyse se caractérise donc par une expansion de la période étudiée : il établit une analyse comparative des deux périodes d'occupation ainsi que des deux immédiats après-guerre (son cadre temporel comprend les années de 1914 à 1921 et les années de 1939 à 1948),.
Il adopte un tel point de vue chronologique pour expliquer aussi en quoi cette politique alimentaire élaborée lors de la première occupation permet de comprendre pourquoi les historiens traditionnels parlent de "miracle" économique belge. Ce miracle se manifeste pendant le second après-guerre au cours duquel la politique "d'abondance" menée par le gouvernement, permet au pays de relancer rapidement sa production et de faciliter sa reconstruction. Grâce à cette politique alimentaire, la population a pu échapper à la famine pendant les deux occupations en dépit du blocus britannique et des prédations allemandes. Cette stratégie mise en place pour résoudre le problème de l'approvisionnement lors de la première d'occupation devient un "phénomène d'apprentissage" pour la seconde.
De par la dépendance existentielle de la Belgique à l'égard de l'étranger en matière d'importation pour sa nourriture et son industrie au début du 20e siècle, la question de l'alimentation pendant l'occupation devient vitale pour les autorités lorsque le pays est envahi par l'armée allemande en aout 1914,. Elle devient la question centrale de multiples débats de l'époque. En effet, développer un approvisionnement et une distribution alimentaire stratégique et bien pensée s'avère indispensable pour empêcher le déploiement de la famine. C'est pourquoi cette approche alimentaire est une clé essentielle à la compréhension de l'histoire politique, sociale, financière, monétaire, industrielle de la Belgique lors de la première moitié du 20e siècle.
Garcia revient sur l'historiographie internationale et nationale de l'alimentation pendant l'occupation en Belgique pour justifier l'approche novatrice de son travail. Ce retour sur les travaux de synthèse réalisés à ce jour sur ce sujet lui permet de mettre en évidence le fait que ce sujet est délaissé par l'historiographie malgré l'importance vitale qu'a été l'élaboration de cette politique alimentaire en ces temps de guerre.
Ce chapitre centré sur l'historiographie de l'alimentation pendant la première occupation en Belgique se base sur celle développée par Garcia dans sa thèse de doctorat ainsi que dans son livre "Le Ventre des Belges". En effet, ces travaux avancent l'aperçu le plus récent et complet qui ait été réalisé à ce jour sur la question,.
Pour comprendre l'évolution de la production historiographique sur la politique alimentaire en temps de pénurie, une définition de celle-ci s'avère nécessaire. La politique alimentaire désigne l'ensemble des compétences exercées par la puissance publique reposant sur les deux piliers indissociables que sont la politique des prix et des salaires d'un côté et la question du ravitaillement général du pays de l'autre. Le premier pilier a pour objectif de contenir l'inflation des prix de détail et de maintenir une pression conséquente à la hausse des salaires. Le second poursuit le but d'assurer une répartition équitable des ressources disponibles.
Il existe cinq cycles alimentaires qui se sont succédé dans la politique belge entre 1914 et 1948 (le premier apparait entre 1914 et 1918, le deuxième correspond au premier après-guerre, le troisième marque la Drôle de Guerre, le quatrième prend place entre 1939 et 1944 et enfin le dernier se déroule lors du second après-guerre entre 1944 et 1948). L'approche alimentaire du cas belge fut singulière et répond à une mécanique complexe qui met en relation de nombreux acteurs dès le début de la première occupation : le gouvernement belge exilé au Havre puis à Londres, les différents acteurs présents en Belgique, (les diplomates, les fonctionnaires des organisations civiles internes et externes au pays, ceux des organisations du monde des affaires, le gouvernement de la puissance occupante, etc.). les acteurs européens et américains ainsi que le Ministère du Ravitaillement.
Selon Garcia, il n'existe aucune autre approche diachronique des deux temps d'occupation et de sorties de guerre (c'est-à-dire recouvrant les cinq cycles de la politique alimentaire belge) ayant été proposées à l'exception de sa thèse de doctorat. L'historiographie traditionnelle sur le sujet aborde la politique alimentaire de ces périodes de façon inégale et restreinte. Les travaux ne se penchent que sur les périodes respectives de la Première ou de la Seconde Guerre mondiale et n'abordent pas les phases de Libération et d'après-guerre. De plus, ils n'envisagent jamais les deux piliers de la politique alimentaire simultanément. Certains se consacrent uniquement à la politique des prix des salaires ainsi qu'aux enjeux monétaires et financiers alors que les autres ne se penchent que sur la question du ravitaillement,. Les deux occupations allemandes font l'objet d'une abondante littérature sur le ravitaillement. La Drôle de Guerre et les deux Libérations et après-guerres sont quant à elles étudiées sur les plans financiers et monétaires.
Les histoires de Belgique récentes ou plus anciennes n'échappent pas à cette tendance expression d'une historiographie inégale. La Nouvelle Histoire de Belgique, publiée en 2006, aborde le ravitaillement alimentaire du pays en se centrant uniquement sur les deux principales organisations privées chargées de l'aide alimentaires pendant la Première Guerre mondiale : le Conseil National de Secours et d'Alimentation (CNSA) et la Commission for Relief in Belgium (CRB). Aucun sous-chapitre n'est consacré au ravitaillement du premier après-guerre.
Selon Garcia, cette l'historiographie fragmentaire et inégale se doit au manque d'archives disponibles mais s'explique aussi par les traumatismes laissés par les privations et les tragédies majeures qui ont marqué la mémoire collective de la population belge qui a préféré détourner le regard par rapport à ce sujet. La littérature liée à ce sujet alimentaire n'est pas récente et les premiers travaux relatifs à cette question voient le jour dans les années 1920. Elle se développe et se renouvèle au fur et à mesure de l'ouverture à la recherche des archives survivantes et de l'apparition de nouveaux champs d'investigation nationaux et internationaux consacrés aux guerres mondiales.
Dans les années 1920, ce sont surtout des non-historiens qui sont à l'origine de la littérature liée à l'aspect alimentaire de la première occupation. Celle-ci centre principalement sur les organisations d'aides alimentaires que sont le CNSA et le CBR. Par leur recours aux publications officielles de ces deux organismes et par leur méthode rigoureuse bien que partielle, deux auteurs se démarquent par leur ouvrage selon Garcia. Il s'agit du juriste et professeur de droit et d'économie politique à l'université de Gand, Charles De Lannoy, qui publie L'Alimentation de la Belgique par le Comité National : novembre 1914 à novembre 1918 en 1922. Le second Albert Henry, est haut fonctionnaire au ministère de l'Agriculture et est secrétaire du CNSA pendant l'occupation réalise en 1924 Le Ravitaillement de la Belgique pendant l'occupation allemande. C'est le travail de Henri Pirennes, La Belgique et la Guerre mondiale publié en 1928 qui initie l'historiographie. Celui-ci se base sur les œuvres de De Lannoy et de Henry et suit leur exemple en se consacrant un chapitre de son ouvrage au rôle joué par la CRB et par le CNSA.
Par la suite, ce sont ces trois travaux sur lesquels se baseront les historiens souhaitant évoquer l'histoire de l'alimentation pendant la Grande Guerre. Ils y reviendront en mettant l'emphase sur "le rapport de force entre un CNSA "patriote" et un occupant prédateur". Cette approche est remise en question lors de l'ouverture progressive les archives des différents acteurs. En effet, ceux-ci vantent l'élan patriotique de bienfaisance national dispensé par des élites financières et industrielles et en se consacrant à des figures telles qu'Emile Francqui, elles proposent une vision édulcorée et adoucie des tensions qui existent à l'époque. Ces résistances qui nuancent cet élan patriotique trouvent leurs racines au sein du contexte de pénurie alimentaire et de "brutalisation" des rapports socio-économiques de la Première Guerre mondiale. L'adhésion de la population Belge "patriote" n'a pas été uniforme face à ces organisations caritatives. Des contestations apparaissent du côté de l'offre (composée d'agriculteurs et de commerçants) qui met en place un marché de profit contestant le monopole de cette grande œuvre de guerre. Des désaccords se manifestent aussi du côté de la demande ouvrière frappée par le chômage et par la répartition concrètement inéquitable des ressources alimentaires qui renforce l'écart social existant entre les différentes classes
La fin des années 1980 et les années 1990 témoignent d'un renouveau dans l'approche historiographique de la politique alimentaire de la première occupation. Celle-ci se penche sur les différents comportements de la population belge "patriote" face à la puissance publique nationale qu'illustrent le CNSA et le CBR. En 1985 sort une biographie de Emile Francqui et de Herbert Hoover, les responsables respectifs du CNSA et du CBR. Celle-ci est réalisée par L. Ranieri et porte un regard neuf sur les luttes pour le pouvoir qui ont opposé les deux organismes. Elle se base sur les sources de la Hoover Institution Archives, ouverte à Stanford. Dans la biographie de Charles de Brocqueville parue en 1990, le rôle de la Belgique vu du dehors est analysé par H. Haag qui se penche sur les actions financières et diplomatiques du gouvernement belge exilé au Havre.
À la fin des années 1970, Peter Scholliers initie une nouvelle tendance. Il délaisse l'étude du premier pilier de la politique alimentaire symbolisé par le rôle du ravitaillement. Il se concentre sur le rôle du second pilier chargé de la politique des prix et des salaires et rend compte pour la première fois des tensions existant entre les différents acteurs et provoquées par les conditions de vie difficiles durant la guerre et l'après-guerre.
Les travaux suivant abordent essentiellement l'histoire de l'approvisionnement alimentaire en se concentrant sur les luttes et tensions et les rapports de pouvoir existant entre les principaux organismes privés de bienfaisance (le CNSA et la CRB) et les autres acteurs sociaux (le monde agricole, les commerçants et artisans indépendants, l'occupant allemand, etc.).
La fin des années '90 et le début des années 2000 est marqué par l'ouverture de nouvelles archives au public : les Archives de l'État ouvrent les archives judiciaires et il en est de même pour les principaux organismes de bienfaisance comme les comités provinciaux, les intercommunales de ravitaillement et les institutions nationales comme le CNSA. Cette nouvelle disponibilité des sources permet aux chercheurs de renouveler leur approche et d'étudier la problématique alimentaire en se concentrant sur des échelles plus locales. Plusieurs études de cas voient le jour telles que la thèse de doctorat de S. Delhalle qui accoste le cas liégeois ou comme la thèse de maîtrise de G. Nath en 2013 qui confronte les enjeux alimentaires impliquant la ville industrielle de Gand et la petite commune agricole d'Aartrijk. L'angle utilisé concerne toujours la question des rapports de pouvoir et des résistances reliant les différents organismes.
Antoon Vrint aborde un nouvel aspect en analysant l'impact de l'économie morale populaire du monde ouvrier sur ses adversaires que composent le CNSA, les autorités communales et les occupants allemands. Dès 1986, le politologue M. Liebman se penche sur l'attitude du mouvement socialiste et de ses élites et de leur rôle dans la construction d'une contestation ouvrière et d'une économie morale populaire. Mis à part le travail de fin d'étude de De Dobbeleer sur le cas gantois et la thèse de doctorat de F. Bolle, peu d'attention est portée aux attitudes indociles et réfractaires du cadre dirigeant des différents organismes du monde ouvrier organisé (coopératives, syndicats) face aux politiques alimentaires du CNSA et de la puissance occupante.
Selon Garcia, les champs d'investigations qui nécessites toujours d'être explorés sont ceux relatifs aux actions des élites financières et industrielles à la circonférence du CNSA et dans ses sous-comités. L'histoire économique de la Première Guerre mondiale n'a fait l'objet que d'une monographie publiée en 1927.
Plusieurs monographies abordant la problématique du ravitaillement local sous l'angle du quotidien de l'occupation apparaissent depuis 10 ans, à l'image de celle élaborée par E. Bodart, A. Tixhon et M.-C. Claes qui réalise l'étude de cas de la ville de Namur pendant la Grande Guerre. Un autre ouvrage qui aborde l'histoire du quotidien de la population par l'angle de l'alimentation est l'ouvrage de Diane De Keyzer Nieuwe meesters, magere tijden. Eten en drinken tijdens de Eerste Wereldoorlog publié en 2013. L'historienne concentre son étude sur la question des gens ordinaires ("gewone mensen") et sur les stratégies d'approvisionnement alimentaire qu'ils ont dû mener pour survivre pendant la guerre face à la pénurie. Son but premier est de donner la parole à ces témoins.
L'historiographie réalisée jusqu'à ce jour propose un tableau détaillé des politiques alimentaires concurrentes dans la Première Guerre mondiale. La genèse du ravitaillement, les luttes de pouvoir opposant le CNSA à l'occupant, à la CRB ou aux acteurs locaux ainsi que l'attitude peu accommodante de la Grande-Bretagne et l'action du gouvernement belge au Havre sont étudiés. Cette production littéraire traditionnelle débutée dans les années 1920 rassemble un "matériau abondant mais parcellaire" sur la politique alimentaire de la première occupation. Elle nécessite d'être complétée par des travaux innovants et originaux, à l'instar du livre que propose Garcia en ce sens "Le Ventre des Belges. Une histoire alimentaire des temps d'occupation et de sortie de guerre (1914-1921 & 1939-1946)" qui propose une approche diachronique des deux piliers de la politique alimentaire belge.

## Méthodologie et sources
Les travaux nationaux et internationaux abordant l'alimentation lors de la Première Guerre mondiale se penchent sur différents types de sources et utilisent différentes méthodes pour les analyser.
Garcia analyse son corpus de sources en se concentrant sur le processus de prise de décision de la politique alimentaire impliquant les différents acteurs, sur le processus d'exécution administratif de ces mesures aux niveaux national, régional, provincial et communal. Il se consacre aussi à une analyse institutionnelle des cadres législatifs, réglementaires et de l'organisation des compétences et activités. Pour réaliser cette étude, il se base sur un corpus composé des archives du cabinet du ministère du Ravitaillement et du Secrétaire Général de ce département ainsi que des archives des cabinets des Affaires économiques et des Imports conservées aux AGR. Il se concentre donc sur des débats parlementaires qu'il complète par des articles de presse et périodiques produits par les différentes instances officielles (cabinets, ministères, partis politiques, organisations civiles, etc.),. Laura Eskens avance une critique de l'approche méthodologique et archivistique de Garcia. Pour celle-ci, l'auteur utilise inégalement ses sources : son échantillon de sources produites par les organisations civiles se limite à celles de gauche et aucune source liée au Parti Libéral ou aux organisations civiles catholiques (comme l'Union des agriculteurs ou le syndicat chrétien) n'est analysée. Son approche des données et statistiques officiels est aussi à nuancer. Il reste prudent avec les statistiques officielles et consacre un sous-chapitre de son introduction à cette question. Mais il interprète comme étant des faits établis les chiffres donnés par la rhétorique politique (entre autres ceux issus du Bulletin parlementaire). De plus, son analyse se limite à une approche institutionnelle au niveau national. Il ne fait référence aux acteurs locaux que lorsqu'il aborde les rapports unissant le binôme ville/province et les réponses locales de l'offre agricole et commerçante et de la demande ouvrière aux politiques alimentaires nationales. Une étude systématique des presses quotidiennes syndicales et professionnelles en vue de rendre compte de l'opinion générale ne l'intéresse pas et les réaliser des travaux ne reprenant que les archives locales des villes et villages n'apporterait à la recherche qu'une somme d'études de cas questionnant la représentativité de ceux-ci.
De Keyzer dans sa monographie sur le quotidien des gens ordinaires et de leur rapport à la nourriture pendant la Grande Guerre développe une méthode de recherche antagoniste à celle de Garcia. Celle-ci ne se base pas sur les archives des organisations institutionnelles du pays mais sur les traces laissées par les particuliers. Elle s'appuie sur les journaux de bords, sur les journaux intimes, sur les correspondances, sur les rapports paroissiaux, sur les chroniques de villages, sur les dessins, peintures et photos produits par ceux-ci afin de pouvoir retracer leur expérience de témoins. Elle s'interroge sur l'impact de la "positionnalité" de chaque individu sur les traces archivistiques qu'il laisse. C'est-à-dire qu'elle tient compte du statut, du genre, de la religion, des opinions politiques, de la situation familiale, etc. du témoin et de l'influence qu'ont ces caractéristiques sur ce qu'il écrit, sur son opinion par rapport aux faits. Elle se pose la question de qui avait le temps d'écrire des journaux de bords pendant la guerre. Ces égo-documents sont le fait essentiellement de membres de la bourgeoisie exerçant des professions libérales (il y a des avocats, des médecins, des journalistes) mais aussi des professeurs, des photographes etc. Les femmes sont aussi représentées : De Keyzer se penche sur les écrits de l'auteure Virginie Loveling, sur ceux de la femme de l'artiste-peintre Rik Wouters, détenu prisonnier pendant la Guerre ou encore sur ceux d'une femme de brasseur d'Anvers. Elle complète et équilibre ces archives "personnelles" et "subjectives" par les sources plus traditionnellement utilisées attestant des faits "objectifs", laissés par les instances officielles. Elle développe aussi un chapitre entier sur les sources iconographiques qu'elle exploite dans son travail, sur leur typologie (photographies, gravures, dessins, peintures) et leurs producteurs (photographes, artistes) et sur leur analyse. Malgré son approche micro-historique, son étude ne se détache pas de l'historiographie traditionnelle de l'histoire de l'alimentation en Belgique entre 1914 et 1918. Elle analyse toujours les rapports de pouvoir et les relations unissant les différents organismes promoteurs de l'aide alimentaire (tant au niveau national qu'au niveau local) tout en abordant la question de la réponse de la population locale face aux mesures que ces instances lui imposent.

## Les acteurs de la politique alimentaire belge de l’occupation (1914-1918)

### Initiatives officielles nationales et internationales
Luis Angel Bernardo Y Garcia constate plusieurs acteurs dans cette politique alimentaire d’occupation, à commencer par l’État. L’organisation du ravitaillement se présente déjà sur les dossiers du gouvernement catholique de Charles de Broqueville avant même l’invasion du pays. Ce gouvernement devait organiser dans les zones non contrôlées par les Allemands l’importation alimentaire, son stockage et sa distribution équitable. Cette organisation est également l’affaire des pouvoirs locaux restés dans le pays en zone occupée contrairement au gouvernement en exil. Leurs actions passent par des réquisitions payées chez les agriculteurs, les grossistes et les détaillants.
Dès lors, le gouvernement vote un arrêté royal privilégiant les bureaux de bienfaisance en difficulté. Or, rien n’est prévu pour le long terme. Normalement, selon la convention de La Haye en 1907, c’est l’Allemagne qui doit prendre en charge la politique alimentaire du pays. Dès lors, les pouvoirs locaux prennent en charge l’organisation alimentaire et tel est le cas du collège échevinal de Bruxelles qui crée une commission des denrées alimentaire chargée d’acheter des produits de première nécessité et de les revendre dans des magasins communaux à un prix acceptable pour la population. Une commission centrale s’occupe dès lors de s’informer sur les besoins nécessaires de la population. Un comité de distribution de vivres est organisé dans chaque commune par les députations permanentes des provinces. L’assistance publique aux indigents et les bienfaisances privées, organisées par les notabilités locales, jouent également un rôle dans l’organisation du ravitaillement.

#### Le Comité Central de Secours et d'Alimentation
Un autre acteur organisé par l'État décelé par Garcia est bien connu de cette histoire alimentaire de l’occupation. Le célèbre Comité Central de Secours et d’Alimentation (CCSA) est né dans ce contexte. Il est fondé en 1914 en réponse à la problématique de l'approvisionnement. Des secrétaires généraux décident de se réunir régulièrement chez le bourgmestre de Bruxelles et de faire appel à de hautes figures de la finance et de l’industrie, telles qu'Ernest Solvay ou l’Américain Dannie Heineman. L’intervention des puissances étrangères neutres permet de concrétiser ce projet et d’obtenir des garanties pour empêcher l’occupant de s’approprier ces denrées. Dès lors, les divers comités locaux déposent leurs produits et participent ensemble à ce CCSA, à l'exception de la plupart des comités communaux et des œuvres de bienfaisances trop impliqués dans la vie politique du pays. Le Comité parvient à obtenir des Britanniques des biens alimentaires destinés à la population belge. Émile Francqui en devient le gestionnaire tandis que l’Américain Herbert Hoover, étant déjà intervenu dans les négociations entre la commission et l’Angleterre, devient le gérant de la Commission for relief of Belgium (CBR). Le CCSA devient dès lors un organisme national qui remplace les divers comités provinciaux et communaux et supplante les activités caritatives. Cette organisation reprend donc la gestion de l’alimentation que le gouvernement avait reléguée aux pouvoirs locaux.

#### La Commission for Relief in Belgium
Un autre acteur notable qui agit au niveau transnational est la Commission for Relief in Belgium, mentionnée précédemment. La CBR est créée en octobre 1914. Il s’agit d’une organisation humanitaire internationale neutre de premier plan. Le but de celle-ci est d’aider à nourrir la Belgique. Elle dispose pour cela d’un statut diplomatique spécial. L’organisation a ses quartiers-généraux dans les villes de Rotterdam, Londres, New York, Bruxelles. Elle est chargée du transport de 100 000 tonnes de nourriture par mois pendant la durée de toute la guerre.
Cette organisation a été conçue à la suite d’une rencontre en Belgique entre le ministre américain Brand Whitlock, le ministre espagnol Rodrigo de Villalobar, l’ambassadeur américain de la Grande-Bretagne Walter Hines Pages et l’homme d’affaires Herbert Hoover.
Cette organisation a vu le jour pour pallier quatre problématiques. Premièrement, la politique d’occupation allemande pendant la Première Guerre mondiale réquisitionne tous les stocks de nourriture et le bétail. À cela, il faut ajouter le refus des autorités allemandes de nourrir la population belge. Ensuite, la Belgique ne dispose des importations qui sont vitales pour sa survie économique. Enfin, le blocus maritime imposé par la Grande-Bretagne aux zones occupées par l’Allemagne.

### L'aide locale destinée aux ouvriers
En ce qui concerne les ouvriers et leur famille, des œuvres de bienfaisances se constituent parmi la notabilité du pays à l'égard de ce monde ouvrier ne faisant pas confiance à la politique, au gouvernement et à l’état, comme l’explique Sophie de Schaepdrijver,. En effet, des personnalités importantes de la vie civile jouent un rôle important dans ces comités et intervenaient au niveau social pour les ouvriers, empêchant leur déportation dans les industries allemandes ou leur procurant des substituts d’allocations au chômage.

#### Tentative de centralisation par le gouvernement et les comités nationaux
Des caisses de secours sociales sont proposées par les membres socialistes du gouvernement en exil au CCSA, devenu après le Comité National de Secours et d'Alimentation (CNSA). Ce dernier accepte que les ouvriers participent aux payements des indemnités de chômage. Toutefois, les comités provinciaux s’y opposent. Seuls les comités des agglomérations, Bruxelles, Gand, Anvers et Malines acceptent.
Garcia explique que la plupart des comités n’ont pas non plus participé aux activités du Comité Central de Secours et d’Alimentation. Ces derniers, organisés par le patronat, comme à l'instar de ceux du bassin industriel de Liège, étudiés par Arnaud Peters, visent davantage l’organisation des soupes populaires et des magasins alimentaires.

#### Le cas liégeois
L’article illustre le cas des mineurs de la province de Liège, mais on voit chez Garcia que l’industrie minière concentre le plus de main d’œuvre. Cette dernière reçoit des matières premières mais aussi des avantages en nature. Les mouvements socialistes jouent également dans cette question du ravitaillement, particulièrement Joseph Wauters qui devient le porte-parole de la partie du mouvement socialiste qui est encore tolérée par l’occupant. Ces revendications portent sur les cantines scolaires ainsi que sur l’unification des normes et des prix en matière de planification. Les « classes ouvrière organisée » (formant la demande) élaborent aussi des stratégies défensives ouvrières collectives non-frauduleuses reposant sur une offre alimentaire alternative ou complémentaire. Autrement, l'accès de celle-ci était difficilement accessible par les coopératives de consommation. Les épouses d’ouvriers militent également en faisant en 1915 une marche de la faim pour que les revendications soient reconnues. Des manifestations à nouveau réalisées par les femmes sont organisées en 1916.

### La Volksopbeuring
Une autre organisation citée par Garcia, agissant davantage du côté néerlandophone du pays, la Volksopbeuring, organisée par une minorité flamingante en vue de lutter contre une influence et un monopole francophone venant du Comité Central de Secours et d’Alimentation. La Volksopbeuring s’occupe également des soldats flamands, elle fournit aussi des cours et offre du charbon.

### Actions du gouverneur général
D'autres acteurs sont également à prendre en compte, tels que le gouverneur général qui pose son regard sur la production agricole. Il permet ainsi à certaines communes rurales et à leurs agriculteurs d'entrer dans le Comité National et de devenir acteurs de cette participation politique. Le gouverneur général permet aussi aux magasins communaux de vendre les céréales du pays. Par exemple, il existe aussi à côté une fédération des marchands de beurre qui ne cesse de contester l’utilité du Comité National, en proposant une vente peu appréciée par le Comité lui-même.

### L'offre illicite: les marchés clandestins
D’autres acteurs peu appréciés à l’époque cette fois, vont aussi participer à cette crise, mais en profitant de la pénurie afin de fructifier les prix. Ce sont les marchés clandestins. La plupart d’entre eux sont soutenus par l’occupant et se regroupent dans les villes, parmi les agriculteurs belges ainsi que les grossistes. On peut aussi prendre la justice belge en compte parmi les acteurs peu appréciés de cette politique alimentaire. Malgré son soutien envers le CNSA pour vaincre les fraudeurs, ce dernier protèges aussi ces délinquants liés aux trafics alimentaires. L’intervention des agents qualifiés à la sécurité du citoyen sont souvent appelés dans ce contexte pour protéger les grands propriétaires fonciers et leur production agricole.

### Le gouvernement en exil
Vient par la suite le gouvernement belge exilé Havre. Ce dernier commence d'abord à se méfier de la Commission Nationale avant de se décider à la soutenir. Albert Ier et De Broqueville sont préoccupés par la situation alimentaire de la zone occupée. Le gouvernement discute sans cesse de ce problème et intervient dans la gestion du tonnage, de l’approvisionnement des denrées achetées et des rations. Elle finance également la Commission Relief for Belgium avec la participation des alliés.

### Les coopératives
Il existe un dernier acteur qui joue plus le rôle économique dans l'aide alimentaire. Ce sont les coopératives, dont le sujet est abordé par Linda Musin et Robert Flagothier. Ces dernières constituent un rassemblement de divers magasins alimentaires proposant les produits alimentaires des stocks à un prix abordables pour la population du pays, (attention, la vigilance est de mise quant à cet article qui ne développe pas davantage le rôle de ces coopératives durant la Première Guerre mondiale).